# 鍋島修
鍋島 修（なべしま おさむ、1956年1月14日 - ）は、日本の男性アニメーター、アニメ演出家、アニメ監督。神奈川県出身。

## 来歴
デビュー作はテレビ『ゲッターロボG』。スタジオZ、スタジオno.1で金田伊功と共にする。アクション系の作画を得意としていた。
現在は東京ムービーの作品を中心に、監督、演出を行っている。代表作は『とっても!ラッキーマン』（1994年）、『怪盗セイント・テール』（1995年）、『とっとこハム太郎』（2000年）、『弱虫ペダル』（2013年）など。

## 参加作品

### テレビアニメ
1975年
- ゲッターロボG（動画）

1976年
- 大空魔竜ガイキング（動画）

1977年
- 氷河戦士ガイスラッガー（動画）
- 無敵超人ザンボット3（原画、動画）
- 惑星ロボ ダンガードA（動画）

1978年
- 宇宙戦艦ヤマト2（原画）※スタジオZの回に参加、ノンクレジット。
- 無敵鋼人ダイターン3（原画）

1979年
- 宇宙空母ブルーノア（原画）
- 円卓の騎士物語 燃えろアーサー（原画）
- 機動戦士ガンダム（原画）
- くじらのホセフィーナ（原画）

1980年
- ずっこけナイトドンデラマンチャ（原画）
- 太陽の使者 鉄人28号（原画）
- ムーの白鯨（原画）

1981年
- 新竹取物語 1000年女王（原画）
- 六神合体ゴッドマーズ（原画）

1982年
- 魔境伝説アクロバンチ（オープニング原画手伝い）

1983年
- 超時空世紀オーガス（絵コンテ、演出）

1984年
- ルパン三世 PARTIII（絵コンテ、演出）

1988年
- 鎧伝サムライトルーパー（原画）

1989年
- YAWARA!（原画）

1990年
- ルパン三世 ヘミングウェイ・ペーパーの謎（助監督）

1991年
- 緊急発進セイバーキッズ（キャラクターデザイン、作画監督、絵コンテ、演出）

1994年
- とっても!ラッキーマン（監督、絵コンテ、演出）
- 魔法騎士レイアース（絵コンテ、演出、原画）

1995年
- 怪盗セイント・テール（監督、絵コンテ、演出）
- ふしぎ遊戯（絵コンテ、演出）

1997年
- CLAMP学園探偵団（監督、絵コンテ、演出）

2000年
- とっとこハム太郎（監督、絵コンテ、演出、OPED絵コンテ、OPED演出）

2001年
- サイボーグ009 THE CYBORG SOLDIER（原画）

2002年
- 天使な小生意気（OP原画）

2003年
- ポポロクロイス（原画）

2004年
- ソニックX（原画）

2006年
- D.Gray-man（監督、絵コンテ、演出）
- ルパン三世 セブンデイズ・ラプソディ（絵コンテ）

2011年
- ブレイド（原画）

2012年
- ZETMAN（監督、絵コンテ、演出）
- LUPIN the Third -峰不二子という女-（原画）
- ルパン三世 東方見聞録 〜アナザーページ〜（作画監督）

2013年
- 幕末義人伝 浪漫（絵コンテ）
- 弱虫ペダル（監督、絵コンテ、原画、OPED絵コンテ、OPED演出）

2014年
- 弱虫ペダル GRANDE ROAD（監督、絵コンテ、ED絵コンテ）

2016年
- 新あたしンち（絵コンテ）

2017年
- 弱虫ペダル NEW GENERATION（監督、絵コンテ、OP絵コンテ、OP演出）

2018年
- ソラとウミのアイダ（絵コンテ）
- バキ（演出）

2019年
- ルパン三世 グッバイ・パートナー（原画）
- アニ×パラ〜あなたのヒーローは誰ですか〜 episode7 パラサイクリング（監督）
- Dr.STONE（絵コンテ）

2021年
- ルパン三世 PART6（絵コンテ）

2022年
- 弱虫ペダル LIMIT BREAK（監督）

2024年
- グレンダイザーU（原画）

### 劇場アニメ
1980年
- サイボーグ009 超銀河伝説（原画）

1981年
- 劇場版 宇宙戦士バルディオス（原画）

1983年
- 宇宙戦艦ヤマト 完結編（原画）
- 幻魔大戦（原画）

1984年
- 風の谷のナウシカ（原画）

1985年
- カムイの剣（原画）
- ルパン三世 バビロンの黄金伝説（原画）
- オーディーン　光子帆船スターライト（原画）

1986年
- 天空の城ラピュタ（原画）

1988年
- AKIRA（原画）

1989年
- NEMO/ニモ（原画）

1998年
- 名探偵コナン 14番目の標的（原画）

2000年
- 名探偵コナン 瞳の中の暗殺者（原画）

2001年
- 劇場版 とっとこハム太郎 ハムハムランド大冒険（アニメーションコーディネーター）

2002年
- 劇場版 とっとこハム太郎 ハムハムハムージャ! 幻のプリンセス（アニメーションコーディネーター）

2003年
- 劇場版 とっとこハム太郎 ハムハムグランプリン オーロラ谷の奇跡 リボンちゃん危機一髪!（アニメーションコーディネーター）

2004年
- 名探偵コナン 銀翼の奇術師（原画）
- 劇場版 とっとこハム太郎 はむはむぱらだいちゅ! ハム太郎とふしぎのオニの絵本塔（アニメーションコーディネーター）

2005年
- 劇場版 甲虫王者ムシキング グレイテストチャンピオンへの道（絵コンテ）
- 名探偵コナン 水平線上の陰謀（原画）

2006年
- 名探偵コナン 探偵たちの鎮魂歌（原画）

2013年
- 名探偵コナン 絶海の探偵（原画）

2015年
- 劇場版 弱虫ペダル（総監督）

2016年
- 名探偵コナン 純黒の悪夢（絵コンテ協力、演出、原画）

### OVA
1984年
- BIRTH（メインアニメーター）

1987年
- スペース・ファンタジア 2001夜物語（絵コンテ、原画）
- デビルマン 誕生編（原画）

1990年
- エースをねらえ!ファイナルステージ（絵コンテ、演出）
- デビルマン 妖鳥死麗濡編（原画）

1991年
- 静かなるドン（キャラクターデザイン、作画監督）

1992年
- ジャイアントロボ THE ANIMATION -地球が静止する日（原画）

1994年
- 流星機ガクセイバー（原画）

1999年
- 青山剛昌短編集（監督、絵コンテ、演出）
- 青山剛昌短編集2（監督、絵コンテ、演出）

2009年
- 聖闘士星矢 THE LOST CANVAS 冥王神話（監督、絵コンテ）

2013年
- 弱虫ペダル SPECIAL RIDE（監督、絵コンテ、原画）